# Еквадор на Светском првенству у атлетици у дворани 1987.
Еквадор је први пут учествовао на Светском првенству у атлетици у дворани 1987. одржаном у Индијанаполису од 6. до 8. марта. Репрезентацију Еквадора представљала су 2 такмичара (1 мушкарац у 1 жена), који се такмичили у 2 дисциплине (1 мушка и 1 женска).
Такмичари Еквадора нису освојили ниједну медаљу али су оборили националне рекорде. 

## Учесници
| Мушкарци: - Хосе Кињалиса — Троскок | Жене: - Адријана Мартинес — 400 м |  |

## Резултати

### Мушкарци
| Атлетичар     | Дисциплина | Лични рекорд | Квалификације | Квалификације | Финале               | Финале       | Детаљи |
| Атлетичар     | Дисциплина | Лични рекорд | Резултат      | Место         | Резултат             | Место        | Детаљи |
| ------------- | ---------- | ------------ | ------------- | ------------- | -------------------- | ------------ | ------ |
| Хосе Кињалиса | Троскок    |              | 14,77 НР      | 6. у гр. 1    | Није се квалификовао | 17 / 19 (23) |        |

### Жене
| Атлетичарка       | Дисциплина | Лични рекорд | Квалификације | Квалификације | Полуфинале            | Полуфинале            | Финале                | Финале       | Детаљи |
| Атлетичарка       | Дисциплина | Лични рекорд | Резултат      | Место         | Резултат              | Место                 | Резултат              | Место        | Детаљи |
| ----------------- | ---------- | ------------ | ------------- | ------------- | --------------------- | --------------------- | --------------------- | ------------ | ------ |
| Адријана Мартинес | 400 м      |              | 59,02 НР      | 5. у гр. 4    | Није се квалификовала | Није се квалификовала | Није се квалификовала | 18 / 19 (21) |        |